# Spansk Elskov
Spansk Elskov er en amerikansk stumfilm fra 1919 af Reginald Barker.

## Medvirkende
- Geraldine Farrar som Dolores de Cordova
- Milton Sills som Juan Estudillo
- Kate Lester som de Cordova
- Tom Santschi som Pedro Toral
- John Davidson som Jose de Cordova